# Joe Pantoliano
Joseph Peter Pantoliano (* 12. září 1951, Hoboken, New Jersey, Spojené státy americké) je americký herec. Po účinkování v seriálu M*A*S*H a výkonu v komediálním filmu Riskantní podnik (1983) nastal zlom v jeho kariéře a začal získávat vedlejší role v celovečerních filmech jako Rošťáci (1985), Říše slunce (1985), La Bamba (1987), Půlnoční běh (1988), Uprchlík (1993), Memento (2000) a Mizerové (1995) a jeho sequelech. Jako Caesar se objevil ve filmu Past (1996) a roli Cyphera si zahrál ve filmu Matrix (1999).
Za roli Ralpha Cifaretta v kriminálním seriálu stanice HBO Rodina Sopránů (2001–2004) získal cenu Emmy v kategorii nejlepší mužský herecký výkon ve vedlejší roli.